# براندي ولز
براندي ولز (بالإنجليزية: Brandi Wells)‏ هي مغنية أمريكية، ولدت في 13 مايو 1955 في تشيستر في الولايات المتحدة، وتوفي بنفس المكان في 10 مارس 2003 بسبب سرطان الثدي.

## وصلات خارجية
- براندي ولز على موقع ميوزك برينز (الإنجليزية)
- براندي ولز على موقع ديسكوغز (الإنجليزية)